# BRP Herminigildo Yurong
Le BRP Herminigildo Yurong (PG-906) est le cinquième navire de classe Acero de la marine philippine. Il a été mis en service le 21 mai 2024, juste avant le 126e anniversaire de la marine philippine.
Il est nommé en l’honneur du sergent d’état-major Herminigildo Yurong, PN (Marines), un soldat du Corps des Marines des Philippines, récipiendaire à titre posthume de la plus haute distinction militaire des Philippines pour courage, la Médaille de la bravoure des forces armées des Philippines.
Le sergent d’état-major Yurong a servi en tant que sergent de peloton au sein de l’unité chargée des opérations spéciales de l’équipe de débarquement 2 du bataillon des Marines pendant la campagne de 2000 contre le Front Moro islamique de libération. Lors d’une opération militaire à Matanog, dans la province de Maguindanao, le sergent d’état-major Yurong a mené un assaut contre une force ennemie numériquement supérieure, mais il a été tué au combat lorsqu’une grenade propulsée par fusée a explosé à proximité.

## Historique
En 2019, la marine philippine a décidé l’acquisition d’une nouvelle classe de patrouilleurs côtiers (CPIC) capables d’être équipées de missiles et basées sur la conception israélienne classe Shaldag V pour remplacer les navires d’attaque rapide de classe Tomas Batillo qui ont été retirées du service,.
Un contrat a été signé entre le Ministère de la Défense nationale, Israel Shipyards Ltd. et le ministère de la Défense israélien le 9 février 2021, et l’avis de procéder a été publié le 27 avril 2021,.
L’utilisation de « PG » dans le numéro de coque indique que les bateaux sont classés comme des canonnières de patrouille, sur la base des normes de classification de dénomination de 2016 de la marine philippine.

## Conception
Cette classe de navires a été conçue pour transporter un canon mitrailleur Mk44 Bushmaster II monté à l’avant, sur la tourelle télécommandée Rafael Typhoon Mk 30-C, et deux mitrailleuses lourdes Browning M2HB de 12,7 mm (calibre .50) montées sur des tourelleaux télécommandés Rafael Mini Typhoon. 
C’est également l’un des rares navires de la classe à ne pas disposer lors de sa mise en service d’un lanceur de missiles Rafael Typhoon MLS-NLOS pour les missiles sol-sol Spike-NLOS, bien que le bateau ait été équipé pour ce lanceur de missiles. Il est prévu d’intégrer une telle arme à l’avenir.
Cinquième bateau de la classe, le PG-906 est arrivé aux Philippines le 18 novembre 2023 avec son sister-ship le BRP Laurence Narag (PG-907), et a été baptisé BRP Herminigildo Yurong.
Par la suite, les deux navires ont été mis en service au sein de la Force de combat littorale le 21 mai 2024,.
En août 2024, le BRP Herminigildo Yurong a effectué un exercice pour évaluer l’efficacité de ses canons dans des conditions réalistes. Cet exercice comprenait des tirs sur des cibles afin de mesurer la précision et la fiabilité des armes, et pour s’assurer du bon fonctionnement des systèmes de ciblage et de conduite de tir. Les résultats de ces tests ont fourni des données importantes pour affiner les procédures opérationnelles et améliorer l’efficacité globale du navire au combat.
Le 18 décembre 2024, des membres d’équipage du BRP Herminigildo Yurong ont repéré le déchargement de caisses entre le M/L Er-Far et une autre embarcation, le M/B Qaireen. Le BRP Herminigildo Yurong a rapidement réagi à la situation et a contrôlé les deux navires. Il a découvert à bord environ 1000 caisses de cigarettes de contrebande, pour une valeur d’environ 30 millions de pesos. Les cigarettes ont été confisquées. Alors qu’il était encore bord à bord avec le M/L Er-Far, le BRP Herminigildo Yurong a repéré une autre embarcation se livrant à une activité similaire sur le rivage de Punta Biao, dans la ville de Digos, au Davao du Sud.